# Hemicycla
Hemicycla es un género de molusco gasterópodo de la familia Helicidae en el orden de los Stylommatophora. Son endémicos de las islas Canarias.

## Especies
Se reconocen las siguientes:
- Hemicycla berkeleyi (R. T. Lowe, 1861) - Gran Canaria
- Hemicycla bethencourtiana (Shuttleworth, 1852) - Tenerife
- Hemicycla bidentalis (Lamarck, 1822) - Tenerife
- Hemicycla cardiobola (J. Mabille, 1882) - Tenerife
- Hemicycla consobrina (A. Férussac, 1821) - Tenerife
- Hemicycla desculpta (Mousson, 1872)
- Hemicycla diegoi Neiber, R. Vega-Luz, R. Vega-Luz & Koenemann, 2011 - Tenerife[2]
- Hemicycla digna† (Mousson, 1872)
- Hemicycla distensa (Mousson, 1872)
- Hemicycla efferata (Mousson, 1872)
- Hemicycla ethelema (J. Mabille, 1882) - Gran Canaria
- Hemicycla eurythyra O. Boettger, 1908 - Tenerife[3]
- Hemicycla flavistoma Ibáñez & Alonso, 1991
- Hemicycla fritschi (Mousson, 1872)
- Hemicycla fuenterroquensis Castro, Yanes, Alonso & Ibáñez, 2012 - La Palma[4]
- Hemicycla fulgida Alonso & Ibáñez, 2007 - Tenerife
- Hemicycla gaudryi (d'Orbigny, 1839)
- Hemicycla glasiana (Shuttleworth, 1852) - Gran Canaria
- Hemicycla glyceia (J. Mabille, 1882) - Tenerife
- Hemicycla gomerensis (Morelet, 1864)
- Hemicycla granomalleata (Wollaston, 1878) - La Palma
- Hemicycla guamartemes (Grasset, 1857) - Gran Canaria
- Hemicycla hedybia (J. Mabille, 1882)
- Hemicycla incisogranulata (Mousson, 1872) - Tenerife
- Hemicycla inutilis (Mousson, 1872) - Tenerife
- Hemicycla invernicata (Mousson, 1872)
- Hemicycla laurijona Alonso & Ibáñez, 2007
- Hemicycla mascaensis Alonso & Ibáñez, 1988 - Tenerife
- Hemicycla maugeana (Shuttleworth, 1852)
- Hemicycla melchori R. Vega-Luz & R. Vega-Luz, 2008
- Hemicycla merita† (Mousson, 1872)
- Hemicycla modesta (Férussac, 1821) - Tenerife
- Hemicycla montefortiana† Beck & Rähle, 2006
- Hemicycla moussoniana (Wollaston, 1878)
- Hemicycla paeteliana (L. Pfeiffer, 1859
- Hemicycla paivanopsis (J. Mabille, 1882)
- Hemicycla perraudierei (Grasset, 1857)
- Hemicycla perrieri (J. Mabille, 1882) - Tenerife
- Hemicycla planorbella (Lamarck, 1816)
- Hemicycla plicaria (Lamarck, 1816) - Tenerife
- Hemicycla pouchadan Ibáñez & Alonso, 2007 - Tenerife
- Hemicycla pouchet (A. Férussac, 1821) - Tenerife
- Hemicycla psathyra (R. T. Lowe, 1861) - Gran Canaria
- Hemicycla quadricincta (Morelet, 1864)
- Hemicycla saponacea (R. T. Lowe, 1861) - Gran Canaria
- Hemicycla sarcostoma (Webb & Berthelot, 1833)
- Hemicycla saulcyi (d´Orbigny, 1839) - Gran Canaria
- Hemicycla vermiplicata (Wollaston, 1878) - La Palma